# Finbarrkirche
Finbarrkirche nennt man die Kirchen des Heiligen Finnbar (um 550 – 623, irisch Naomh Fionnbarra), Bischof von Cork. Gedenktag ist der 25. September.
- Saint Fin Barre’s Cathedral (Cork)
- St Fimbarrus Church, Cornwall